# Waris Majeed
Waris Majeed Abdul (Tamale, 1991. szeptember 19. –) ghánai válogatott labdarúgó, aki jelenleg az FC Lorient játékosa.

## Pályafutása
Tamalében született, majd a ghánai Right to Dream Akadémián sajátította el a labdarúgás alapjait. 2009 októberében 4 éves szerződést írt alá az svéd élvonalbeli BK Häcken együttesébe, nem nyilvános összegért. 2010 márciusában debütált a Trelleborgs FF ellen váltotta Dominic Chatto-t. 2012 májusában 5 gólt szerzett a IFK Norrköping ellen. Ennek eredményeképpen ő volt az első játékos aki egy mérkőzésen 5 gólt szerzett a 21. században a svéd élvonalban. Első ghánai is ő lett aki 5 gólt szerzett Európában az élvonalban, és aki 12 gólt szerzett 9 mérkőzésen.

## Válogatott
A válogatottba André Ayew és Jordan Ayew sérülése miatt hívták be a Chilei labdarúgó-válogatott ellen készülő keretbe. Richard Mpong cseréjeként lépett pályára a PPL Park-ban az 1-1-es döntetlennel zárult mérkőzésen.

## Sikerei, díjai
- Svéd gólkirály: 2012